# テロダクティリテス
テロダクティリテス（学名 : Telodactylites）は、前期ジュラ紀のトアルシアン（Gradatusアンモナイト帯）に生息していたアンモナイトの属だが、ポルポセラスのシノニムとされることもある。化石はヨーロッパ、北アフリカ、南アメリカで発見された。おそらくメソダクティリテスから進化した。

## 概要
本属のアンモナイトは小型から中型の殻を持っていた。渦は縮閉線状で、渦の断面は窪んだ四角形で、側面は斜め、房錐は広く低い。鋭い繊維状の肋は密集し、結節がある。